# Rio dos Cedros
Rio dos Cedros is een gemeente in de Braziliaanse deelstaat Santa Catarina. De gemeente telt 10.170 inwoners (schatting 2009).

## Aangrenzende gemeenten
De gemeente grenst aan Benedito Novo, Corupá, Doutor Pedrinho, Jaraguá do Sul, Pomerode, Rio Negrinho en Timbó.